# لیک وینونا (پنسیلوانیا)
لیک وینونا (به انگلیسی: Lake Wynonah) یک منطقهٔ مسکونی در ایالات متحده آمریکا است که در شهرستان سچویلکیلل، پنسیلوانیا واقع شده‌است. لیک وینونا ۸٫۴ کیلومتر مربع مساحت و ۱٬۹۶۱ نفر جمعیت دارد.